# وحدت وجود: به روایت ابن عربی و مایستر اکهارت
وحدت وجود به روایت ابن‌عربی و مایستر اکهارت کتابی است نوشته قاسم کاکایی که چاپ اول آن در سال ۱۳۸۱ انتشار یافت و در سال ۱۳۸۲ برنده جایزه کتاب سال شده‌است. این کتاب در مدت ده سال به چاپ پنجم رسیده است.

## کتابشناسی
کتاب در قطع وزیری و در ۶۷۴ صفحه و شامل فهرست، مقدمه، پیشگفتار و چهار بخش مفصل است و در انتهای کتاب هفت فهرست مختلف آورده شده‌است. چاپ اول آن در سال۱۳۸۱ توسط انتشارات هرمس با همکاری مرکز بین‌المللی گفتگوی تمدنها به انجام رسیده است. در چاپ اول دارای مقدمه‌ای در شش صفحه بقلم مصطفی ملکیان می‌باشد .

## موضوع
موضوع کتاب بررسی نظرات ابن‌عربی و مایستر اکهارت در ارتباط با وحدت وجود و مطالب مربوط حاشیه‌ای آن است. نویسنده آشنایی خود با حسنعلی نجابت شیرازی را عامل اصلی در گرایش خود به عرفان اسلامی ذکر کرده و وحدت وجود را یک صفتی عینی یافته‌است. در پیشگفتار می نویسد:«نگارنده وحدت وجود را نه یک بحث علمی بلکه صفتی عینی می دید که در یک ولی خدا تبلور یافته بود».
کتاب دارای چهار بخش و ۱۴ فصل است.
- بخش اول: اکهارت و اصول اندیشه‌های او
- بخش دوم: معنای وحدت وجود از نظر ابن‌عربی و اکهارت
- بخش سوم: اثبات وحدت و توجیه کثرت
- بخش چهارم: خدا از دیدگاه  ابن‌عربی و اکهارت